# Раджаратнам, Синнатамби
Синнатамби Раджаратнам (Sinnathamby Rajaratnam, чаще «S. Rajaratnam», 25 февраля 1915 — 22 февраля 2006) — первый министр иностранных дел независимого Сингапура. Сподвижник Ли Куан Ю.

## Биография

### Ранние годы
Был вторым сыном в семье тамилов. Появился на свет на Шри-Ланке, куда семья ненадолго переехала по желанию отца, чтобы Раджаратнам родился на земле предков. Затем они вернулись в Малаю.
Учился в Куала-Лумпуре и Сингапуре. В 1937 отправился в Лондон, чтобы учиться в колледже. Однако начавшаяся Вторая Мировая война помешала ему получать от семьи денежные переводы. Чтобы заработать на жизнь, Раджарантам обратился к журналистике и преуспел в написании коротких историй, которые публиковал в прессе. Они привлекли внимание Дж. Орвелла и пользовались популярностью у публики, как и его радиопьесы. Лучшее затем было посмертно опубликовано повторно в 2011 году. В Лондоне будущий министр встретил свою жену, Пирошку Фешер, учительницу из Венгрии.
В 1948 вернулся в Сингапур. Продолжил заниматься журналистикой, писал для The Straits Times. Его колонка, посвященная критике британской политики в Сингапуре, была настолько популярна, что автора вызывали в парламент для дачи объяснений.

### Политическая карьера
В 1954 году вместе с Ли Куан Ю и несколькими сторонниками основал партию Народное действие. Организовывал политические кампании против левых и входил в парламент.
В 1959 — министр культуры. В 1965 Сингапур получает независимость и Раджаратнам становится его первым министром иностранных дел, обязанности которого выполняет до 1980 года. Одновременно в разные сроки совмещал с этой должностью несколько других министерских и правительственных постов, а с 1980 по 1988, когда окончательно удалился от дел, был старшим министром. В 1966 году составил текст Национальной присяги Сингапура (Singapore National Pledge).
Находясь на посту министра иностранных дел, Раджаратнам Синнатамби помог своей стране вступить в ООН и Движение Неприсоединения (с 1970). При нём был создан с нуля сингапурский МИД, открыты представительства в других странах. Удалось также пройти через сложные периоды конфронтации с соседями и пережить вывод британских войск в 1970-х, с которым связывали многочисленные опасения.
В 1967 году Р. Синатамби стал одним из пяти «отцов-основателей» АСЕАН, а в 1978 году предпринял усилия, чтобы привлечь внимание международного сообщества к вторжению Вьетнама в Камбоджу.
Выступал за мультирасовое общество для Сингапура и против преференций для женщин, имеющих детей при поступлении в высшие учебные заведения. В последнем и некоторых других вопросах его взгляды расходились с мнением Ли Куан Ю.

### Последующая жизнь
Ушел из политики в 1988 году. До 1997 года работал в Институте Исследований Юго-Восточной Азии (Institute of South East Asian Studies). С 2001 года не мог двигаться и говорить из-за деменции, впервые диагностированной в 1994 году.

### Смерть
Умер в 2006. Тело было кремировано после государственного прощания. Флаги были приспущены, телеканалы объявили минуту молчания и вели затем прямые трансляции прощания c экс-министром, отдать дань уважения которому приехали первые лица страны.

## Память
В честь политика были названы ряд объектов в Сингапуре, включая корпус института и несколько научно-исследовательских программ.